# Parabisaccanthes bisacculina
Parabisaccanthes bisacculina är en plattmaskart som först beskrevs av Szpotanska 1931.  Parabisaccanthes bisacculina ingår i släktet Parabisaccanthes och familjen Hymenolepididae. Inga underarter finns listade i Catalogue of Life.